# Лыткин, Леонид Степанович
Леонид Степанович Лыткин — советский хозяйственный и государственный деятель, лауреат Государственной премии СССР за выдающиеся достижения в труде.

## Биография
Родился в 1945 году в Воткинске. Член КПСС.
В 1961—2005 годах — токарь Воткинского машиностроительного завода.
При освоении новых изделий усовершенствовал 30 технологических процессов, сконструировал и внедрил 25 наименований нового
режущего инструмента.
За внедрение передовых методов работы и совершенствования организации производства был в составе коллектива удостоен Государственной премии СССР за выдающиеся достижения в труде 1980 года.
Депутат Верховного Совета РСФСР 11-го созыва. Делегат XXVI съезда КПСС.
Жил в Воткинске

## Награды
- Орден Трудового Красного Знамени (1974)